# Danh sách khu bảo tồn thiên nhiên quốc gia của Trung Quốc
Khu bảo tồn thiên nhiên tại Trung Quốc được chia thành khu bảo tồn thiên nhiên quốc gia và khu bảo tồn thiên nhiên địa phương các cấp khác nhau đều nằm trong lãnh thổ của Cộng hoà Nhân dân Trung Hoa. Nó được thành lập khi có sự chấp thuận của Hội đồng Nhà nước.
Tính đến thời điểm hiện tại, Trung Quốc có 474 khu bảo tồn thiên nhiên quốc gia. Tổng số khu bảo tồn thiên nhiên các cấp vượt quá 12.000 địa điểm.
Dưới đây là danh sách các khu bảo tồn thiên nhiên cấp quốc gia và năm được xếp hạng là khu bảo tồn thiên nhiên cấp quốc gia tại Trung Quốc.

## Danh sách

### Bắc Kinh
- Khu bảo tồn thiên nhiên quốc gia Tùng Sơn Bắc Kinh (1986)
- Khu bảo tồn thiên nhiên quốc gia Bách Hoa Sơn Bắc Kinh (2008)

### Thiên Tân
- Khu bảo tồn thiên nhiên quốc gia Đại Cổ và Trung nguyên sinh ở Kế Huyện (1984)
- Khu bảo tồn thiên nhiên quốc gia vùng đất ngập nước và bờ biển cổ đại Thiên Tân (1992)
- Khu bảo tồn thiên nhiên quốc gia Bát Tiên Sơn (1995)

### Hà Bắc
- Khu bảo tồn thiên nhiên quốc gia Vụ Linh Sơn (1995)
- Khu bảo tồn thiên nhiên quốc gia Bờ biển Hoàng Kim
- Khu bảo tồn thiên nhiên quốc gia Vi Trường Hồng Tùng Oa
- Khu bảo tồn thiên nhiên quốc gia Vịnh Nê Hà
- Khu bảo tồn thiên nhiên quốc gia Tiểu Ngũ Đài Sơn
- Khu bảo tồn thiên nhiên quốc gia Hồ Hành Thủy
- Khu bảo tồn thiên nhiên quốc gia Hải Đà Sơn (1999)
- Khu bảo tồn thiên nhiên quốc gia Di tích địa chất Bồn địa Liễu Giang
- Khu bảo tồn thiên nhiên quốc gia Tái Hãn Bá Hà Bắc (2013)
- Khu bảo tồn thiên nhiên quốc gia Thượng du sông Loan
- Khu bảo tồn thiên nhiên quốc gia Mao Kinh Bá
- Khu bảo tồn thiên nhiên quốc gia Đà Lương
- Khu bảo tồn thiên nhiên quốc gia Thanh Nhai Trại

### Sơn Tây
- Khu bảo tồn thiên nhiên quốc gia Bàng Tuyền Câu
- Khu bảo tồn thiên nhiên quốc gia Lịch Sơn
- Khu bảo tồn thiên nhiên quốc gia Lư Nha Sơn
- Khu bảo tồn thiên nhiên quốc gia Dương Thành Mãng Hà My Hầu
- Khu bảo tồn thiên nhiên quốc gia Ngũ Lộc Sơn
- Khu bảo tồn thiên nhiên quốc gia Hắc Trà Sơn
- Khu bảo tồn thiên nhiên quốc gia Linh Không Sơn
- Khu bảo tồn thiên nhiên quốc gia Thái Khoan Hà

### Nội Mông
- Khu bảo tồn thiên nhiên quốc gia Đại Thanh Câu (1988)
- Khu bảo tồn thiên nhiên quốc gia Hạ Lan Sơn (1988)
- Khu bảo tồn thiên nhiên quốc gia Hồ Đạt Lãi (1992)
- Khu bảo tồn thiên nhiên quốc gia Khoa Nhĩ Thấm Bộ